# ابی ساندرلند
ابی ساندرلند (به انگلیسی: Abigail Jillian "Abby" Sunderland) (زادهٔ ۱۹ اکتبر ۱۹۹۳) دریانورد آمریکایی که در سال ۲۰۱۰ تلاش ناموفقی برای تبدیل شدن به جوان‌ترین فرد در دور زدن کرهٔ زمین به تنهایی با قایق بادبانی داشت.